# Donau Arena (Regensburg)
För Donau Arena i Budapest, se Donau Arena.
Donau Arena är en multiarena i Regensburg i Tyskland. Arenan används främst för ishockey och är hemmaplan för klubbarna EV Regensburg, EHC Regensburg och EC Regensburg.
Det arrangeras också många musikkonserter i arenan. Exempelvis har Bruce Springsteen och Bob Dylan spelat här.

### Fotnoter
1. ↑  ”Vareine”. https://www.donau-arena.de/sport/vereine/.
2. ↑  ”Bruce Springsteen Setlist”. http://www.setlist.fm/setlist/bruce-springsteen/1999/donau-arena-regensburg-germany-3d63d13.html.
3. ↑  ”Bob Dylan Setlist”. http://www.setlist.fm/setlist/bob-dylan/2015/donau-arena-regensburg-germany-3f51987.html.